# Сабаль
Саба́ль (лат. Sabal) — род однодольных растений семейства Пальмовые (Arecaceae) порядка Пальмоцветные (Arecales). Всего известно 16 видов, по внешнему виду несколько напоминающих пальмы рода Chamaerops. Название этому роду пальм дал французский естествоиспытатель Мишель Адансон в 1763 году, в своей книге «Familles des Plantes».

## Описание

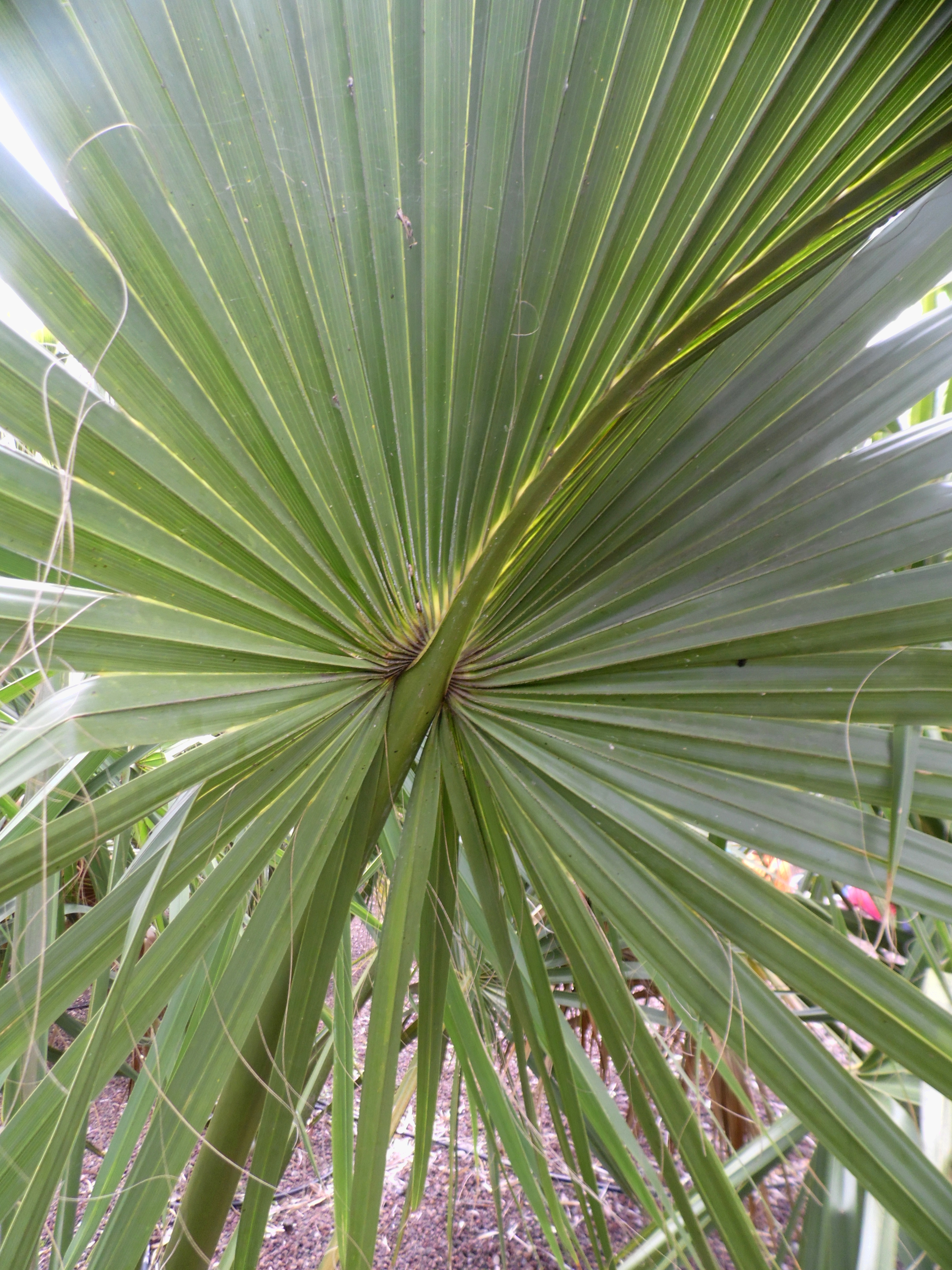
Sabal yapa. Лист, на котором виден рахис

Высокоствольные пальмы с высотой ствола до 25—30 м и диаметром до 60 см, и низкорослые с подземным стволом растущим в начале косо вниз, а затем поднимающимся над землёй.
Листья веерообразные вечнозелёные, расщеплённые почти до основания пластинки на сегменты или по другому перья, сегменты пластинки вдоль желобчатые с двураздельными концами, часто имеющие в углах длинные белые нити. Черешок листа длинный гладкий без шипов, несколько желобчатый, заканчивающийся короткой осью с треугольными загнутыми кверху краями или коротким асимметричным язычком, откуда расходятся основания сегментов листа. Черешок листа продолжен в листовой пластинке в виде стержня — рахиса, иногда он протягивается почти до самой верхушки, образуя срединный гребень и изгибая пластинку он придаёт листьям бо́льшую прочность. Листья без игл.
Соцветия метельчатые, длиной 1—2 м до 2,75 м, с мелкими обоеполыми цветками. Цветки сидячие, одиночные, беловатые или зеленоватые, околоцветник шестилепестковый с 3 чашелистиками и 3 лепестками. Чашечка бокаловидная, венчик при основании трубчатый, тычинок 6, сросшихся с трубчатым основанием венчика, вверху свободных. Завязь 3-лопастная, 3-гнёздная; столбик треугольный с головчатым рыльцем.
Плод — тёмно-синяя, или чёрная шаровидная костянка с мясистым околоплодником.
Семена блестящие, шаровидные, слегка сдавленные.

## Распространение и экология
Представители этого рода произрастают в разных местах. Их можно встретить на сырых, песчаных и солончаковых почвах по берегам рек и водоёмов, на болотах и в саваннах, а также на морском побережье. Цветки опыляются насекомыми, преимущественно пчёлами. Плоды сабаля могут поедать птицы и животные (медведи, олени, еноты), тем самым распространяя семена. Плавучие плоды Сабаля малого распространяются по воде.
В дикой природе Сабали растут в Колумбии и Венесуэле, в Мексике и Центральной Америке, в странах Карибского бассейна и близлежащих территориях включая Бермудские острова в Атлантике. В США ареал рода охватывает южные и юго-восточные штаты, а представитель этого рода — Сабаль малый растет в штате Северная Каролина и является самой северной пальмой в Северной Америке.

## Значение и применение
Древесину высокоствольных видов используют в качестве прочного, не гниющего в воде строительного материала. Из волокна листьев делают грубые ткани. Молодые листья и почки Сабаля пальмовидного употребляют в пищу, за что пальму прозвали капустной пальмой.
В качестве декоративных растений культивируются почти во всех странах с субтропическим климатом. В России культивируются 2 вида на Черноморском побережье, Сабаль малый и Сабаль пальмовидный; оба декоративные.
Некоторые виды Сабаля разводятся в оранжереях как декоративные растения; таков, например, почти бесстебельный вид Сабаль малый, дикорастущий в Каролине и Флориде.

## Классификация
Согласно данным The Plant List, род содержит 16 видов.
- Sabal bermudana L.H.Bailey — Сабаль бермудский, растёт на нескольких островах Бермудского архипелага.
- Sabal × brazoriensis D.H.Goldman, Lockett & Read (S. minor × S. palmetto)
- Sabal causiarum (O.F.Cook)  ex Becc.
- Sabal domingensis Becc.
- Sabal etonia Swingle ex Nash
- Sabal gretherae H.J.Quero.R.
- Sabal maritima (Kunth)Burret
- Sabal mauritiiformis (H.Karst)Griseb.&H.Wendl.
- Sabal mayarum Bartlett
- Sabal mexicana Mart.
- Sabal minor (Jacq.)Pers. — Сабаль малый развитого надземного ствола не имеет или же он короткий.
- Sabal palmetto (Walt.)Lodd. ex Schult. & Schult.f. — Сабаль пальмовидный родом из Каролины и Флориды, имеет ствол 6—25 м в высоту.
- Sabal pumos (Kunth)Burret
- Sabal rosei (O.F.Cook)Becc.
- Sabal uresana Trel.
- Sabal yapa C.Wrigh ex Becc.